# 南越王博物院王宫展区
南越王博物院王宮展区（原称南越王宮博物館）位于中华人民共和国广东省广州市越秀区北京街道禺山社区中山四路316号，是西漢南越国國宮署遗址主題博物館，总面积达15万平方米，包括御花园遗址、南越国宫殿遗址、南汉国宫殿遗址以及各朝官署遗址等等。御花园遗址於1995年被发现，在遗址中发掘出方池、弯月池、曲渠、平桥及步石等宫殿园林的遗迹；宫殿遗址於2000年在广州市儿童公园被发现，目前只清理完成其中一座大型宫殿的“散水”部分。遗址包括三大重点：南越王宫苑遗址，南汉国宫殿遗址，及於2000年起不间断在城市中心出土的遗物。1996年11月20日，该遗址被列为全国重点文物保护单位。2006年6月11日，向公众开放部分整理修复完的大约3,000多平方米的遗迹，及於10,000多件发掘品中精选部分文物向公众展出。
世界历史遗址基金会公布的“2012世界遗址观察名单”中，南越国宫署遗址入选。
2021年9月8日，因应南越王博物院（西汉南越国史研究中心）成立，原南越王宮博物館成为南越王博物院王宮展区的一部分。

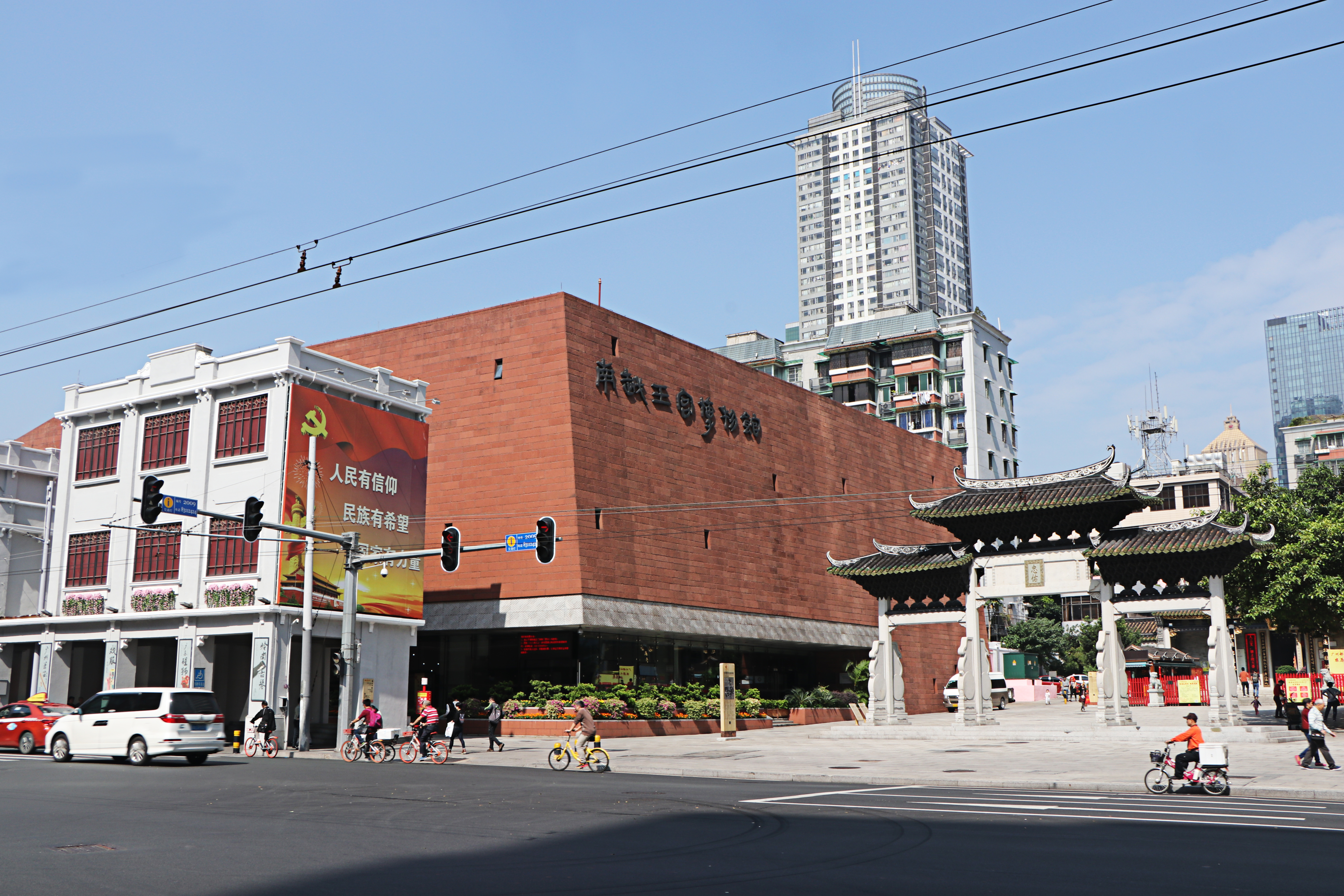
博物馆外观（红褐色建筑）

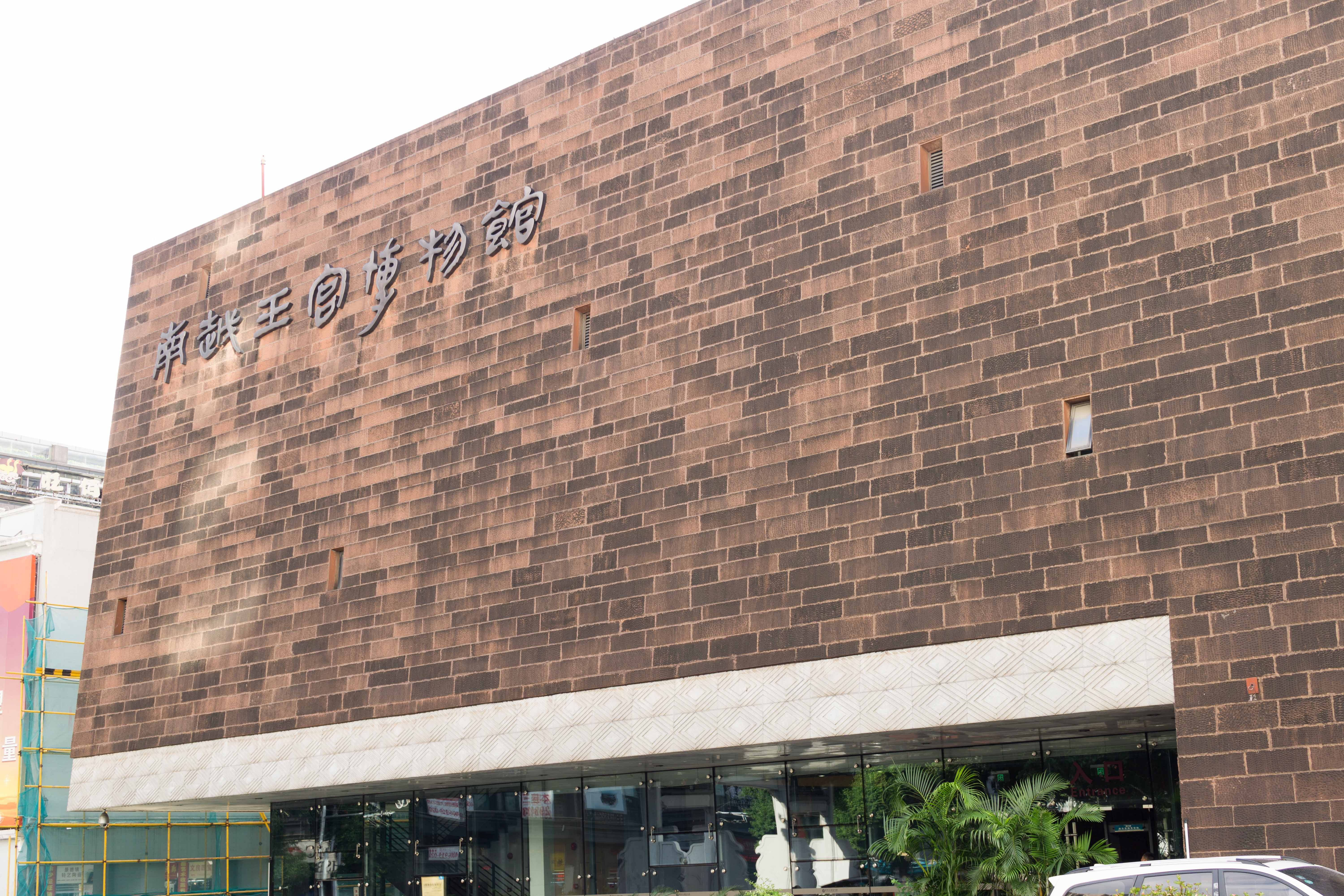
博物馆外墙

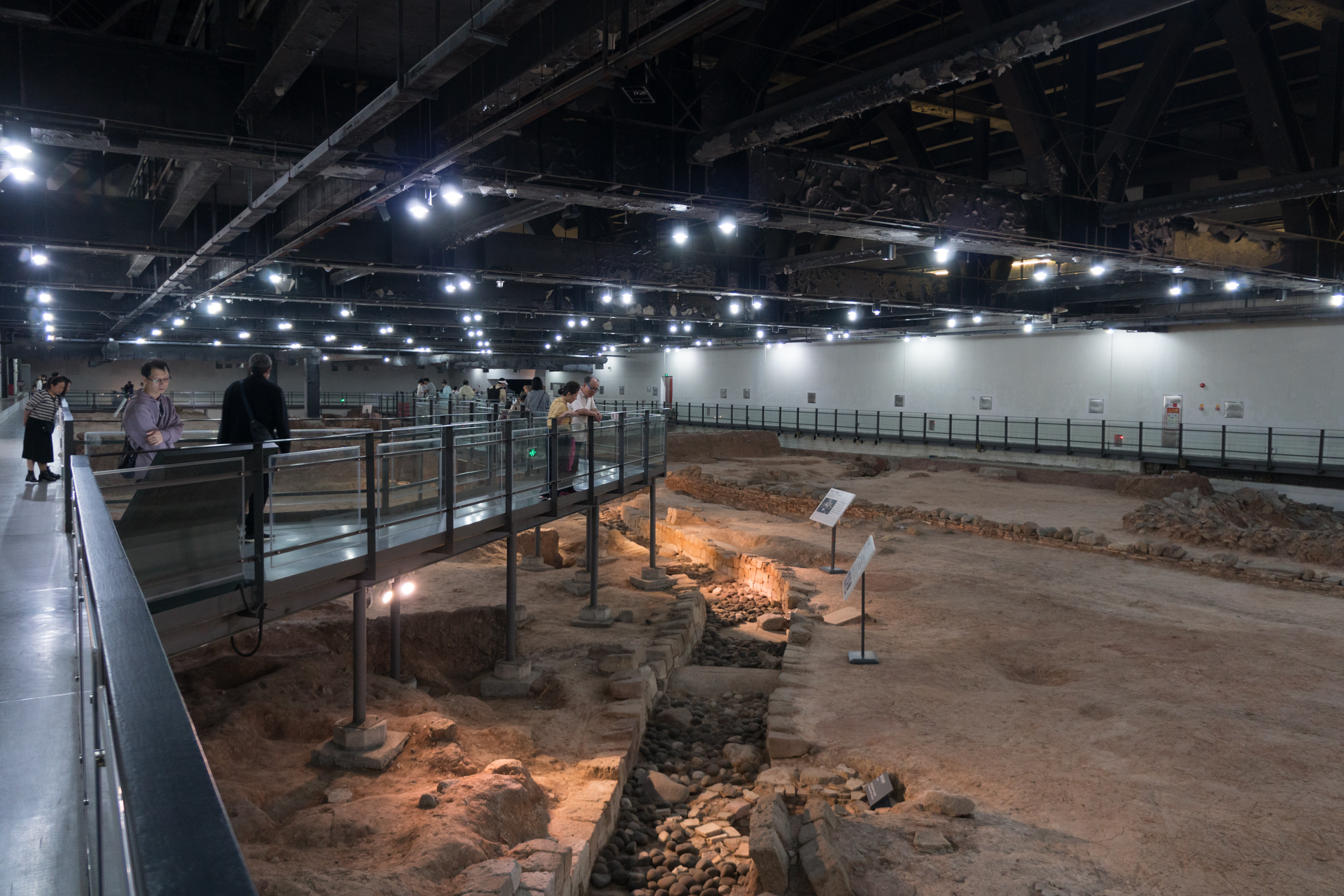
展示石构水池与曲流石渠的南越宫苑馆内部

## 发掘过程

### 早期发掘
1995年，一座大型石砌水池在位于中山四路的广州市電信局大院內的基建工地被发现。经过初步查探，水池面积大约4,000平方米，水池中的建筑为国内首次发现的石构建筑，被认定为秦汉时期南越国的王宫遗址。同年，以南越国宫署遗址之名列入全国十大考古发现。1996年，在石池之西又发现一口筑造精良的南越国食用水井。1997年，在信德文化广场工地发现一条150米的自西向东的曲流石渠，渠底铺有黑色的卵石。在石渠东面尽头的弯月形水池中，发现了数百龟鳖的残骸。石渠中还有果核和树叶。水自石池处引出，经过石渠后通过木质的暗槽口流入珠江。这条石渠被推断为南越国宫署内的御花园，被认为是中国最早的人造园林水景。1997年，以“南越国御苑遗迹”再次列入全国十大考古发现。

### 发现宫殿遗址

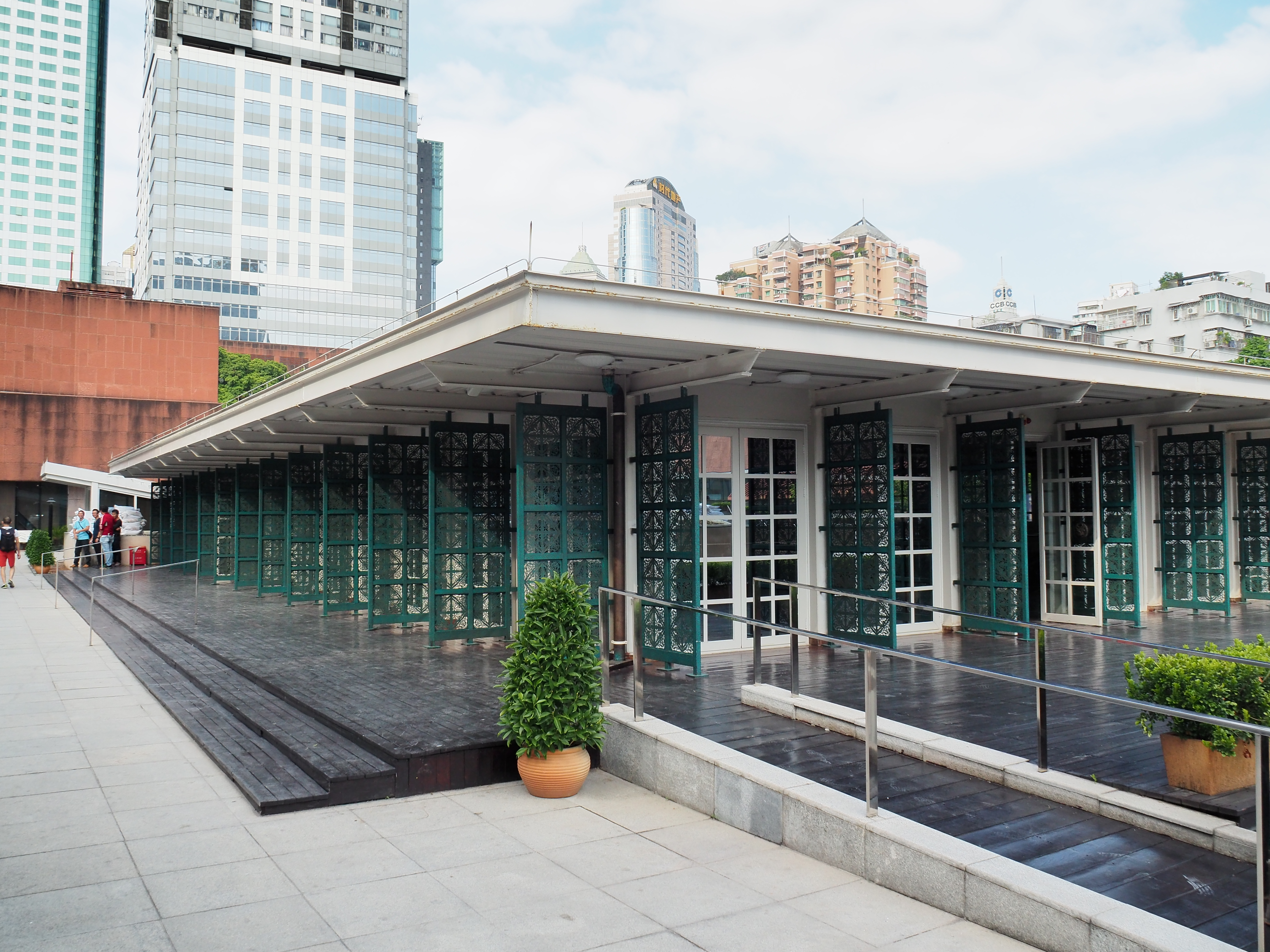
展区内用于保护展示南汉宫殿遗址的南汉宫殿馆

2000年，考古工作者在御花园遗迹西侧一墙之隔的儿童公园内进行试掘，发现南越国宫殿遗迹。为此，广州市政府决定将儿童公园进行搬迁，由文物部门进行全面的发掘。2002年9月，广州市文物考古研究所、中国社科院考古研究所和南越王宫博物馆筹建处联合组成发掘队，开始对原儿童公园进行发掘。发掘区由南向北被分为3个区。至2003年5月，Ⅰ区东部和整个Ⅱ区已经被发掘至清代文化层，清理出广东布政司署、容丰仓、禺山书院及抗战时期日军广东神社的遗迹。2003年8月起，考古队继续对清代以下的文化层进行发掘，发现了唐、宋、元、明时期的类似官署的建筑，以及五代南汉国的大型宫殿遗迹。。至2004年底，已经发现了南越国时期的一号、二号宫殿。考古学家认为，“由于对汉初南越国的宫署情况，文献无证，因此这批建筑遗迹的出现，无疑为研究汉代宫署园林提供了弥足珍贵的实例”。
宫殿形制模仿西汉的长安城，有规模庞大的排水系统。一号宫殿位于赵佗城的东南方，其东南面是御花园，很有可能是模仿长安城的长乐宫建造，而其西面的二号宫中的散水面上出土的一块陶器残片上印有的华音宫三字，表示二号宫殿可能名为华音宫。
在南越国宫殿遗址旁，又发现有南汉国宫殿的遗址。遗址建筑面积约有1,000平方米，在发掘现场西部和南部也各找到其他宫殿的铺砖铺石板地面，做工精美。

## 出土文物

寫有「萬歲」的瓦當

南越国宫署遗址中出土的重点遗址包括南越国宫殿、六朝的高台建筑、唐代砖砌路面、五代南汉国的宫殿和苑池、宋代大殿、明清布政司署、法国领事馆以及民国时的广东神社和胡汉民公园的遗迹。
在南越国宫殿遗址中发现有大量绳纹板瓦、筒瓦、“万岁”瓦当、云纹瓦当、带钉瓦、大型花纹砖、凹面砖等各类建筑材料，大量带“官”、“公”、“宫”、“居室”等内容的戳印瓦片，少量带釉的绳纹瓦片；还有陶罐、盘、瓮等生活用品。
2005年，在南越国宫殿遗址中出土南越木简100余枚，为南越王宫中的档案文书。
2008年3月，遗址中出土南汉国宫殿使用的黄釉陶鸱吻，高约1米，宽80厘米左右，重量逾70斤。